# 戈拉瓦尔
戈拉瓦尔（Ghorawal），是印度北方邦Sonbhadra县的一个城镇。总人口6478（2001年）。

## 人口
该地2001年总人口6478人，其中男性3527人，女性2951人；0—6岁人口1193人，其中男612人，女581人；识字率59.26%，其中男性为69.18%，女性为47.41%。